# 泉沢寺
泉澤寺（せんたくじ）は、神奈川県川崎市中原区にある浄土宗の寺院。

## 歴史
1491年（延徳3年）、吉良氏の開基である。吉良氏の菩提寺として創建されたものである。元々は武蔵国多摩郡烏山村（現・東京都世田谷区烏山）に位置していたが、1550年（天文19年）に領主の吉良頼康によって現在地に移転した。江戸時代には上田元俊を初代とする旗本上田家の菩提寺となった。
移転時に、頼康は上丸子山王社に釈迦如来像を奉納し、武運長久を祈ったという。現在、この釈迦如来像は上丸子山王社の旧別当寺だった大楽院に移されている。
当寺の前を通る県道45号線は、かつての中原街道である。中原街道は東海道の脇街道（バイパス道路）であり、交通の要所であった。大正時代までは寺の門前で市が立っていた。

## 文化財
- 泉澤寺文書（川崎市重要歴史記念物 昭和39年10月20日指定）[4]
- 銅造阿弥陀如来立像（川崎市重要歴史記念物 昭和61年8月28日指定）[5]
- 木造四天立像（川崎市重要歴史記念物 昭和61年8月28日指定）[6]
- 泉澤寺本堂（川崎市重要歴史記念物 平成8年1月25日指定）[7]

## 交通アクセス
- 武蔵中原駅より徒歩10分。